# Hermóðr

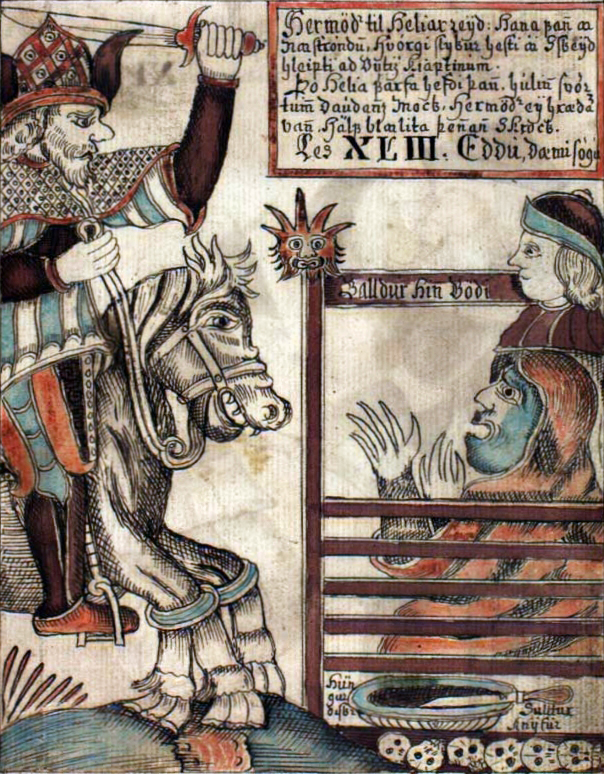
Hermóðr cưỡi Sleipnir xuống Hel. Ông gặp Hel và Balder.

Hermod thần dũng cảm (Hermóðr là "chiến hồn" trong tiếng Na Uy cổ) là một nhân vật trong thần thoại Bắc Âu.

## Bằng chứng tồn tại
Hermod xuất hiện độc lập trong trường đoạn thứ 49 của cuốn văn xuôi Edda "Gylfaginning". Nó mô tả sự câm lặng và buồn đau của các vị thần sau cái chết của Balder. Sau khi các vị thần lấy lại được lý trí, nữ thần Frigg hỏi tất cả rằng ai trong số họ muốn "lấy được lòng tin và sự yêu quý" của mình, bằng cách đi xuống địa ngục Hel. Người nào đồng ý sẽ phải chuẩn bị một món để chuộc Balder từ Hel về Asgard. Hermod chấp thuận và xuống Hel cùng con ngựa Sleipnir của Odin.
Hermod cưỡi ngựa trong chín đêm, vượt qua những thung lũng tối tăm và sâu thảm tới đến chân cầu Gjöll được phủ bởi vàng, cây cầu được canh giữ bởi nữ khổng lồ Móðguðr. Cô bảo Hermod rằng Balder đã qua cầu rồi, và thần nên đi xuống miền bắc.
Khi đến cổng của Hel, Hermod xuống ngựa, thắt chặt yên cương trên Sleipnir, rồi lại leo lên, và thúc ngựa khiến Sleipnir nhảy vọt qua cánh cổng. Cuối cùng thần đã lọt vào lâu đài của Hel và thấy Balder ngồi ở vị trí danh giá nhất. Hermod năn nỉ Hel thả Balder, nói rằng tất cả các vị thần đều khóc thương cho Balder. Vậy là Hel tuyên bố rằng Balder sẽ chỉ được thả nếu tất cả các sinh vật sống hay chết đều khóc thương cho mình.
Balder đưa cho Hermod chiếc nhẫn Draupnir để trả lại cho Odin. Sau đó Hermod trở về cùng tin tức của mình.